# Miquel Àngel Estradé i Palau
Miquel Àngel Estradé i Palau, né le 10 août 1957, est un homme politique espagnol membre de la Gauche républicaine de Catalogne (ERC).

## Biographie

### Vie privée
Il est marié.

### Activités politiques
Le 20 décembre 2015, il est élu sénateur pour Lleida au Sénat et réélu en 2016.